# Liste der Kulturdenkmale in Kaditzsch
In der Liste der Kulturdenkmale in Kaditzsch sind die Kulturdenkmale des Grimmaer Ortsteils Kaditzsch verzeichnet, die bis Juli 2024 vom Landesamt für Denkmalpflege Sachsen erfasst wurden (ohne archäologische Kulturdenkmale). Die Anmerkungen sind zu beachten.
Diese Aufzählung ist eine Teilmenge der Liste der Kulturdenkmale in Grimma.

## Kaditzsch
| Bild                                    | Bezeichnung | Lage                                   | Datierung | Beschreibung | ID       |
| --------------------------------------- | --- | -------------------------------------- | --- | --- | -------- |
|                                         | Jutta-Park (Sachgesamtheit) | (Flurstücke 92/3, 94/9, 178/4) (Karte) | Ab 1904 | Sachgesamtheit Jutta-Park mit den Einzeldenkmalen: Parkanlage mit Aussichtsturm und Springbrunnen (08966526); Bedeutung für die Kulturlandschaft, mit struktur- und raumbildender Bepflanzung (Allee, Solitärbäume, Waldbestand), Bismarckturm, Wasseranlage, Aussichtsplatz und Sichtbeziehungen, angelegt durch Jutta Ida Gleisberg, Gattin eines Grimmaer Großmühlenbesitzers, Parkanlage von ortsgeschichtlicher, gartenkünstlerischer und landschaftsprägender Bedeutung | 09305713 |
| Weitere Bilder                          | Bismarckturm und Springbrunnen in der Parkanlage (Einzeldenkmale der Sachgesamtheit 09305713) | (Flurstücke 92/3, 94/9, 178/4) (Karte) | Ab 1904 (Parkanlage); 1905 (Bismarckturm)                                                                                    | Einzeldenkmale der Sachgesamtheit Jutta-Park; Parkanlage angelegt durch Jutta Ida Gleisberg (daher der Parkname), Gattin eines Grimmaer Großmühlenbesitzers, Turm und Brunnen von baugeschichtlicher und gartenkünstlerischer Bedeutung. - Bismarckturm: Bruchstein-Mauerwerk, Öffnungen mit Ziegel-Mauerwerk, Burgenstil, mit Zinnenkranz - Spring-Brunnen: nur Brunnenschale aus Kunststein alt - Kastanienallee zwischen Turm und Rondell, Rondell alles neu – kein Denkmal mehr | 08966526 |
| Direkt Bild zu diesem Denkmal hochladen | Denkmal für die Gefallenen des Ersten Weltkrieges | Gartenweg 1 (bei) (Karte)              | Nach 1918 | Porphyrtuff-Gedenkstein mit Kreuzabschluss über gestuftem Bruchsteinsockel, ortsgeschichtlich von Bedeutung. Inschrift unter anderem mit Namen stark verwittert, Relief eines Schwertes mit Gebinde. | 08966538 |
| Direkt Bild zu diesem Denkmal hochladen | Rest des Torhauses (Torbogen und Pforte) und Scheune eines ehemaligen Vierseithofes | Gartenweg 13 (Karte)                   | Bezeichnet mit 1818 | Die ursprünglich sehr stattliche Hofanlage noch sichtbar, Fachwerk-Scheune, selten gewordenes Bauzeugnis, heimat- und baugeschichtlich von Bedeutung. - Rest des ehemaligen Durchfahrtgebäudes: Bruchstein-Mauerwerk, Ziegelbögen, Schlussstein Rochlitzer Porphyrtuff, bezeichnet mit 1818 - Scheune: ca. 1820, sehr groß, ziegelgedecktes Satteldach, teilweise noch Lehm-Mauerwerk, Fachwerkbau, Lage zum Feld hin, Giebel Bruchstein-Mauerwerk und Spitze aus Ziegel-Mauerwerk | 08966539 |
| Direkt Bild zu diesem Denkmal hochladen | Wohnstallhaus, Scheune und Hofpflasterung eines Dreiseithofes sowie Brunnenschacht der Hofpumpe | Teichstraße 10 (Karte)                 | Um 1800 (Wohnstallhaus); 19. Jahrhundert (Scheune)                                                                           | Fachwerkbauten, Zeugnisse dörflicher Bau- und Lebensweise, Akzente im Ortsbild, bau- und heimatgeschichtlich von Bedeutung. - Scheune um 1800: ziegelgedecktes Satteldach, Fachwerkbau verputzt, teilweise Massivlehm, - Wohnstallhaus: zweigeschossig, Obergeschoss Sichtfachwerk, neue Dachdeckung, Haustür mit neuem Porphyrtuffportal, Hofpflasterung und Mauer mit Torpfeiler (Bruchstein) - hölzerne Handschwengelpumpe an der Giebelseite der Scheune: Abbruch um 2010, Brunnenschacht erhalten | 08966541 |
| Direkt Bild zu diesem Denkmal hochladen | Auszugshaus eines Dreiseithofes | Teichstraße 11 (Karte)                 | Um 1800 | Reizvoll im Landschaftsraum befindliche Hofanlage, ortsbildcharakterisierender Fachwerkbau, Dokumentationswert, baugeschichtlich von Bedeutung. - Hofpflasterung - Scheune: ziegelgedecktes Satteldach - Wohnstallhaus: vorderer Teil Obergeschoss mit Sichtfachwerk, Krüppelwalm, Ziegeldeckung, saniert - langer Verbindungsbau zur Scheune kein Denkmal Scheune und Hofpflasterung (Anschrift: Teichstraße 9) 2015 gestrichen. | 08966540 |
| Weitere Bilder                          | Vierseithof mit Torhaus, Scheune, kleinem Wohnhaus und großem Wohnstallhaus, Hofpflasterung, Einfriedungsmauern, Wassertrog im Hof und umgesetzter alter Schmiedewerkstatt (Denkmalschmiede Höfgen) | Teichstraße 12 (Karte)                 | 1. Hälfte 18. Jahrhundert (Wohnstallhaus); 18. Jahrhundert (kleines Wohnhaus); bezeichnet mit 1806 (Torhaus); 1809 (Scheune) | Stattlicher Bauernhof in einer für das dörfliche Erscheinungsbild wichtigen Ecklage, Fachwerkbauten, straßenseitiges Gebäude mit Tordurchfahrt bezeichnet mit 1806, Durchfahrtsscheune von 1809, kleines Wohnhaus und großes Wohnstallhaus mit Sichtfachwerk (18. Jahrhundert), Wassertrog aus Rochlitzer Porphyrtuff, bemerkenswerte Werkzeugeinrichtung einer Schmiedewerkstatt, wissenschaftlich-dokumentarischer Wert, Bedeutung für die Volksbildung, baugeschichtlich, ortsgeschichtlich und ortsbildprägend von Bedeutung. - Hofpflasterung (bes. Göpelpflaster) - ein Wassertrog aus Rochlitzer Porphyrtuff - Einfriedungsmauer - Torhaus bezeichnet mit 1806, teilweise Bruchstein-Mauerwerk, rechter Teil im Obergeschoss mit Sichtfachwerk, Giebelspitzen Sichtfachwerk, Naturschieferdeckung, neue Gewände aus Rochlitzer Porphyrtuff - Scheune: 1809, Durchfahrtsscheune, Traufseite oberhalb mit Sichtfachwerk, teilweise Verblattungen, Naturschieferdeckung, Satteldach - Wohnstallhaus: 1. Hälfte 18. Jahrhundert, Obergeschoss Sichtfachwerk, Erdgeschoss massiv, Mansardwalmdach mit Naturschieferdeckung - Wohnhaus: 18. Jahrhundert, zweigeschossig, Obergeschoss Sichtfachwerk, Satteldach mit Naturschiefer | 08966542 |
| Direkt Bild zu diesem Denkmal hochladen | Waagehäuschen mit Wägeeinrichtung | Teichstraße 12 (gegenüber) (Karte)     | 2. Hälfte 20. Jahrhundert | Selten in derart ortszentraler Lage befindlicher Wirtschaftsbau, technikgeschichtlich von Bedeutung. Häuschen mit Ziegeldach, Putzfassade, saniert. | 08966544 |
|                                         | Steinkreuz vor der Scheune (Nr. 12) | Teichstraße 12 (neben) (Karte)         | 14./15. Jahrhundert | Seltenes Geschichtsdokument. Granit, vor der Scheune Teichstraße 12, siehe auch Steinkreuz vor Teichstraße 28. | 08966543 |
| Direkt Bild zu diesem Denkmal hochladen | Wohnhaus eines Bauernhofes | Teichstraße 26 (Karte)                 | Um 1800 | Ortsbildgestaltender Bau mit Fachwerk-Obergeschoss und rückwärtigem Anbau, bauhistorischer Wert. Zweigeschossig, Erdgeschoss massiv, Obergeschoss Sichtfachwerk, Satteldach mit Ziegeldeckung, weiter Dachüberstand, vermutlich vor 1800, Südgiebel Bruchstein-Mauerwerk im Erdgeschoss, oberhalb Ziegel-Mauerwerk, verputzt, Anbau rückwärtig, Anbau und dadurch Frackdach heute, Nordgiebel massiv. | 08966548 |
|                                         | Steinkreuz | Teichstraße 28 (vor) (Karte)           | 14./15. Jahrhundert | Ortshistorisches Dokument, Steinkreuz stark verwittert | 08966549 |
| Direkt Bild zu diesem Denkmal hochladen | Wohnhaus mit angebautem Seitengebäude und Bergkeller neben dem Wohnhaus | Tischlergasse 1 (Karte)                | Ende 18. Jahrhundert | Kleiner Winkelhof, straßenbildprägendes Anwesen, wissenschaftlich-dokumentarisch und sozialhistorisch von Interesse, Häusleranwesen. - Wohnhaus: zweigeschossig, im Obergeschoss Sichtfachwerk, Ziegeldeckung, im Giebel ein originales Fenster mit Altglas - Wirtschaftsanbau durch neue Fenster und Garagentor entstellt - Bergkeller, unmittelbar an Wohnhaus angrenzend | 08966545 |
| Direkt Bild zu diesem Denkmal hochladen | Wohnhaus (Nr. 2) mit Anbau (Nr. 4), Seitengebäude und Hofpflasterung | Tischlergasse 2, 4 (Karte)             | Bezeichnet mit 1747, später erweitert (Wohnhaus); 19. Jahrhundert (Seitengebäude)                                            | Ortsbildprägender Wohnbau mit Fachwerk im Obergeschoss und späterem Anbau, das kleine Wirtschaftsgebäude aus dem 19. Jahrhundert, unverzichtbar für das dörfliche Baugefüge in der Tischlergasse, bauhistorischer Wert - Wohnhaus: zweigeschossig, Erdgeschoss massiv, Obergeschoss Sichtfachwerk mit Lehmfachung, massiver Giebel aus Ziegel-Mauerwerk, verputzt, alte Fenster, Anbau Südseite 1. Hälfte 19. Jahrhundert - Nebengebäude: Satteldach ziegelgedeckt, kleiner Anbau mit Ziegeln, Bruchstein-Mauerwerk, Mitte 19. Jahrhundert, unverzichtbar für dörfliches Gefüge Tischlergasse - Hofpflasterung | 08966546 |
| Direkt Bild zu diesem Denkmal hochladen | Wohnhaus mit Scheunenanbau sowie Hofpflasterung eines Bauernhofes | Tischlergasse 5 (Karte)                | Um 1820 | Ortsbildcharakterisierender Bau, Fachwerk-Wohnhaus, Bestandteil der alten Dorfstruktur, das Pflaster vor dem Haus in dieser Form einzigartig, baugeschichtlich von Bedeutung. - Wohnhaus: zweigeschossig, Erdgeschoss massiv, Obergeschoss Sichtfachwerk, Giebel zur Gasse mit Krüppelwalm - Scheune: Bruchstein-Mauerwerk | 08966547 |
| Direkt Bild zu diesem Denkmal hochladen | Zollhaus, sogenanntes Batzenhäusel, und Stützmauer an der Straße | Zur Schiffsmühle 2 (bei) (Karte)       | Um 1700 | Obergeschoss Fachwerk, das ehemalige Zollgebäude von landesgeschichtlicher Wertigkeit. - Batzenhäusel: zweigeschossig, Erdgeschoss massiv, Obergeschoss Sichtfachwerk, vermutlich um 1700 errichtet, 1995–1997 neu aufgebaut, Keller alt, Gewände 1997 neu aus Rochlitzer Porphyrtuff geschnitten, Krüppelwalmdach mit Biberschwanzdeckung, diente der Wegezoll-Entrichtung an der Muldenfurt, Schweizerhaus bezeichnet mit 1911, zweigeschossig, massives Erdgeschoss, Obergeschoss Sichtfachwerk, flache Dachneigungen (kein Denkmal) - Stützmauer zum Hang (Park) hin: Bruchstein-Mauerwerk | 08966537 |

## Tabellenlegende
- Bild: Bild des Kulturdenkmals, ggf. zusätzlich mit einem Link zu weiteren Fotos des Kulturdenkmals im Medienarchiv Wikimedia Commons. Wenn man auf das Kamerasymbol klickt, können Fotos zu Kulturdenkmalen aus dieser Liste hochgeladen werden:
- Bezeichnung: Denkmalgeschützte Objekte und ggf. Bauwerksname des Kulturdenkmals
- Lage: Straßenname und Hausnummer oder Flurstücknummer des Kulturdenkmals. Die Grundsortierung der Liste erfolgt nach dieser Adresse. Der Link (Karte) führt zu verschiedenen Kartendiensten mit der Position des Kulturdenkmals. Fehlt dieser Link, wurden die Koordinaten noch nicht eingetragen. Sind diese bekannt, können sie über ein Tool mit einer Kartenansicht einfach nachgetragen werden. In dieser Kartenansicht sind Kulturdenkmale ohne Koordinaten mit einem roten bzw. orangen Marker dargestellt und können durch Verschieben auf die richtige Position in der Karte mit Koordinaten versehen werden. Kulturdenkmale ohne Bild sind an einem blauen bzw. roten Marker erkennbar.
- Datierung: Baubeginn, Fertigstellung, Datum der Erstnennung oder grobe zeitliche Einordnung entsprechend des Eintrags in der sächsischen Denkmaldatenbank
- Beschreibung: Kurzcharakteristik des Kulturdenkmals entsprechend des Eintrags in der sächsischen Denkmaldatenbank, ggf. ergänzt durch die dort nur selten veröffentlichten Erfassungstexte oder zusätzliche Informationen
- ID: Vom Landesamt für Denkmalpflege Sachsen vergebene, das Kulturdenkmal eindeutig identifizierende Objekt-Nummer. Der Link führt zum PDF-Denkmaldokument des Landesamtes für Denkmalpflege Sachsen. Bei ehemaligen Kulturdenkmalen können die Objektnummern unbekannt sein und deshalb fehlen bzw. die Links von aus der Datenbank entfernten Objektnummern ins Leere führen. Ein ggf. vorhandenes Icon  führt zu den Angaben des Kulturdenkmals bei Wikidata.